# Lord Love a Duck
Lord Love a Duck è un film del 1966 diretto da George Axelrod, basato sull'omonimo romanzo di Al Hine.

## Trama
Alan Musgrave, studente all'ultimo anno di high scool, decide di fare un patto con l'egocentrica Barbara Ann Greene per aiutarla a realizzare tutti i suoi desideri. I desideri della ragazza, inizialmente di semplice realizzazione come procurarsi i 12 maglioni di cashmere necessari per entrare a far parte di un esclusivo club femminile, vanno rapidamente fuori controllo.
Dopo averla aiutata a lasciare la scuola per diventare segretaria del preside, e a sposare il pastore Bob Bernard, Barbara decide di diventare attrice di Hollywood. Poiché il suo nuovo marito non vuole acconsentire a questa richiesta, e non vuole nemmeno concederle il divorzio, Alan decide che l'unico modo per aiutare Barbara a raggiungere  l'obiettivo è quello di uccidere Bob. Dopo numerosi grotteschi tentativi andati a vuoto, Bob riesce finalmente a eliminare Bob investendolo con un trattore durante la cerimonia di diploma. Il film si conclude con l'incarcerazione di Alan, mentre Barbara riesce a debuttare ad Hollywood nel film Bikini Widow.